# 5422 Hodgkin
5422 Hodgkin este un asteroid din centura principală de asteroizi.

## Descriere
5422 Hodgkin este un asteroid din centura principală de asteroizi. A fost descoperit pe 23 decembrie 1982 la Observatorul de Astrofizică din Crimeea de Liudmila Karacikina. El prezintă o orbită caracterizată de o semiaxă mare de 2,97 ua, o excentricitate de 0,24 și o înclinație de 6,6° în raport cu ecliptica.